# او-۶۶ (کریگس‌مارینه)
او-۶۶' (به آلمانی: U-66) یک او-بوت کریگس‌مارینه از نوع ۹سی بود.

## تاریخچه عملیاتی

### گشت نهم
او-۶۶ به فرماندهی ناوبان یکم گرهارت زیهاوزن در نهمین گشت رزمی خود ماه مارس سال ۱۹۴۴ در حال کاوش آب‌های نیجریه بود که با دو اژدر جان هولت، کشتی ۵۰۰۰ تنی بریتانیایی را در خلیج گینه غرق کرد. تمامی ۹۵ سرنشین کشتی به قایق‌های نجات تخلیه گشتند. او-۶۶ با نزدیک شدن به بازماندگان، ناخدا و یکی دیگر از خدمه را به اسارت گرفت. مابقی بازماندگان بعداً توسط یک کشتی در حال گذر از آب گرفته شدند. او-۶۶ به گشت‌زنی در خلیج گینه ادامه داد و شانزده روز بعد ماتاردیان، تانکر حامل روغن پالم را به کف اقیانوس فرستاد. او-۶۶ سپس رو به شمال کرد. ناحیه خالی از کشتی‌های تجاری بود.

## سرنوشت
او-۶۶ روز ۱ مه حوالی جزایر کیپ ورده مورد شناسایی رادار بلاک آیلند، ناو هواپیمابر پشتیبان آمریکایی قرار گرفت. ناو هواپیمابر، هواگردهای آن و ناوشکن باکلی بلافاصله شروع به تعقیب او-بوت کردند. تعقیب‌وگریز به درازا کشید اما آمریکایی‌ها دست بردار نبودند. پنج روز بعد باکلی در نهایت او-۶۶ را در سطح گرفتار نمود. درگیری شدیدی با شلیک توپ و اژدر بین دو طرف به پا شد تا این که باکلی خود را به او-۶۶ کوبید. در حالیکه او-بوت به دماغه ناوشکن گیر کرده بود، تعدادی از آلمانی که برخی از آن‌ها مسلح بودند، به سینه‌گاه شناور دشمن بالا رفتند. مشخص نیست این افراد قصد تصرف ناوشکن آمریکایی را داشتند یا می‌خواستند تسلیم شوند. به هر صورت با گشوده شدن آتش شدیدی از جانب آمریکایی‌ها این افراد دفع و تعدادی از آن‌ها کشته و زخمی شدند. او-بوت در نهایت خود را از دماغه ناوشکن رها و قصد گریختن در سطح نمود. ناوشکن آمریکایی شروع به تیراندازی با توپ‌های ۳ اینچی به سمت او-۶۶ کرد. او-۶۶ از ناچاری خود را به ناوشکن دشمن کوبید. در اثر این تصادم پروانه سمت چپ ناوشکن آسیب دید اما شناور آمریکایی به تیراندازی به سمت او-بوت ادامه داد. او-۶۶ که شعله‌های آتش از آن برخاسته بود، تلاش کرد از باکلی دور شود اما مدت کوتاهی بعد توسط خود خدمه غرق شد. باکلی ۳۶ بازمانده او-۶۶ را از آب گرفت. تعدادی از سرنشینان او-بوت از جمله فرمانده آن و دو اسیر بریتاینایی در این واقعه غرق شدند.